# خوابگاه عشق
خوابگاه عشق (به انگلیسی: Love Hostel) فیلمی هندی محصول سال ۲۰۲۲ و به کارگردانی شانکار رامان است. در این فیلم بازیگرانی همچون بابی دئول، ویکرانت مسی و سانیا مالهوترا ایفای نقش کرده‌اند.